# Convención de Viena sobre el Derecho de los Tratados celebrados entre Estados y Organizaciones Internacionales o entre Organizaciones Internacionales

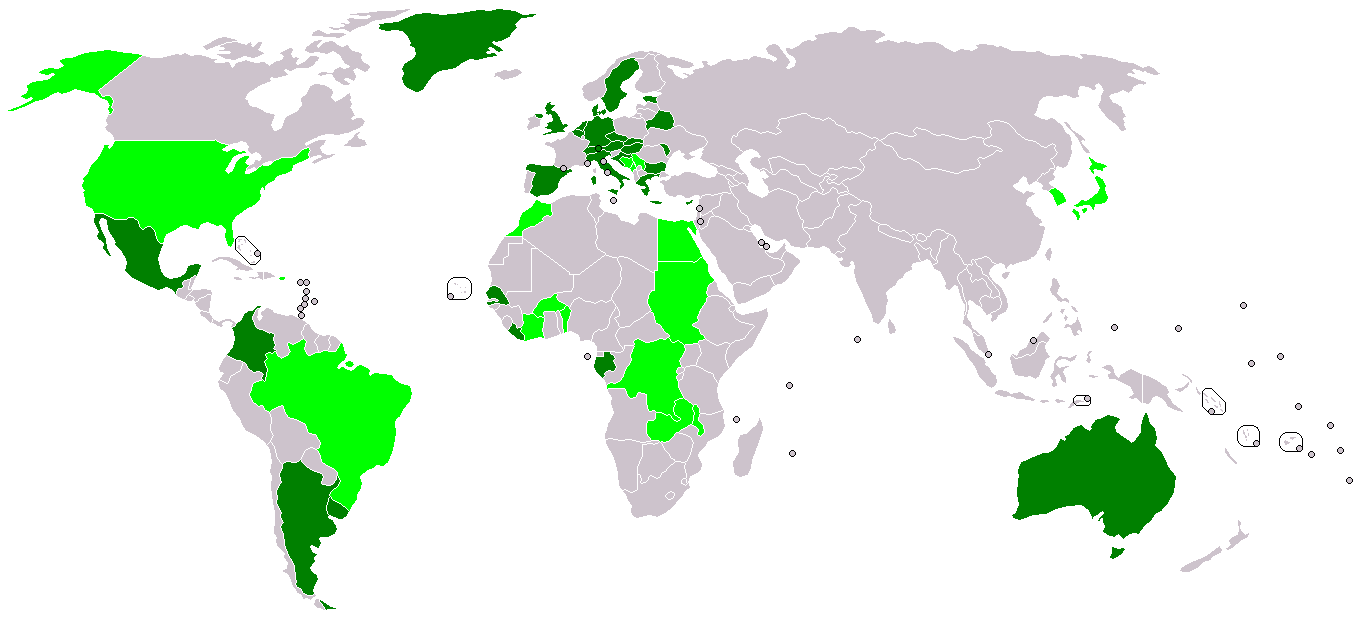
firmas
ratificaciones

La Convención de Viena sobre el Derecho de los Tratados celebrados entre Estados y Organizaciones Internacionales o entre Organizaciones Internacionales (conocida en inglés por su acrónimo VCLTIO, de Vienna Convention on the Law of Treaties between States and International Organizations or Between International Organizations) es un tratado internacional de 1986 redactado para complementar la anterior Convención de Viena sobre el Derecho de los Tratados, de 1969. 
El artículo 85 de la propia Convención establece que esta entrará en vigor al ser ratificada por treinta y cinco estados. Actualmente solo 32 países y doce organizaciones internacionales (estas últimas no son tenidas en cuenta para estos efectos) la han ratificado, y por ello aún  no tiene vigencia.

## Antecedentes
La Convención de Viena sobre el Derecho de los Tratados fue aprobada en 1969, y entró en vigor once años después. Ella define como tratado al "acuerdo internacional celebrado por escrito entre Estados y regido por el derecho internacional, ya conste en un instrumento único o en dos o más instrumentos conexos y cualquiera que sea su denominación particular". Es claro por tanto que regula los acuerdos entre Estados.
Esta Convención, de 1986, intenta cubrir el vacío legal dejado por la anterior Convención en cuanto a los acuerdos entre Estados y organizaciones internacionales, o entre estas organizaciones entre sí.

## Objetivo y características
La Convención de Viena sobre el Derecho de los Tratados celebrados entre Estados y Organizaciones Internacionales o entre Organizaciones Internacionales no tiene carácter retroactivo, es decir, no afecta a los tratados suscritos con anterioridad a ella. En aquellos casos no contemplados en la Convención, según su propio preámbulo, las normas de Derecho internacional consuetudinario continúan rigiendo tales cuestiones.

## Acuerdos
- Se aplica a tratados entre:

1. Estados
2. Estados y Organizaciones Internacionales
3. Entre Organizaciones Internacionales

sin embargo dispone que no afecta el valor de otros acuerdos internacionales no regulados por la misma, por ejemplo los celebrados entre Estados y otros sujetos del derecho internacional.
- No tiene carácter retroactivo.
- La capacidad para perfeccionar un tratado se basa únicamente en las normas de las organizaciones o naciones implicadas.
- En la gran mayoría de ocasiones, la totalidad de las normas relativas a un tratado (autentificación, fecha de entrada en vigor, consecuencias, cláusulas, etcétera) dependen exclusivamente de la regulación incluida en el mismo tratado.
- Cualquier intento de violación de un tratado por las partes implicadas queda prohibido, aunque se lleve a cabo antes de la puesta en vigor de este.
- Si un tratado es firmado por una representante aparente de una organización, pero careciendo de los poderes de representación necesarios, el tratado queda anulado a no ser que la organización decida que está de acuerdo con él.
- Si un tratado fue realizado incurriendo en error verificable queda igualmente anulado.